# Локомотивси Решица
Локомотивси Решица (енгл. Reșița Locomotives) су немачки клуб америчког фудбала из Решице. Основани су 2012. године и своје утакмице играју на стадиону „Арсенал”. Тренутно се такмиче у Првој лиги Румуније.